# Pidbusch
Pidbusch (ukrainisch Підбуж; russisch Подбуж Podbusch, polnisch Podbuż, deutsch selten auch Podbusz) ist eine Siedlung städtischen Typs im Rajon Drohobytsch der Oblast Lwiw im Westen der Ukraine südlich der Oblasthauptstadt Lemberg am Fuße der Waldkarpaten gelegen.

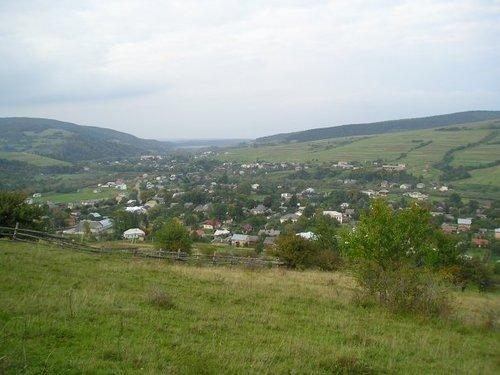
Blick auf den Ort

Am 12. Juni 2020 wurde die Siedlung ein Teil der neu gegründeten Siedlungsgemeinde Schidnyzja (Східницька селищна громада/Schidnyzka selyschtschna hromada), bis dahin war sie mit dem Dorf Storona (Сторона) ein Teil der Siedlungsratsgemeinde Pidbusch.
Die Stadt Boryslaw liegt etwa 5 Kilometer östlich, durch den Ort fließt der Fluss Bystryzja Tysmenyzka.

## Geschichte
Der Ort wurde 1400 zum ersten Mal schriftlich erwähnt, von 1772 bis 1918 gehörte er unter seinem polnischen Namen Podbuż zum österreichischen Kronland Galizien und war von 1854 bis 1867 Sitz einer Bezirkshauptmannschaft, danach wurde der Bezirk auf die Bezirke Sambor, Staremiasto, Turka und Drohobycz aufgeteilt, der Ort selbst kam zum Bezirk Drohobycz, gleichzeitig wurde im Ort ein Bezirksgericht eingerichtet.
Nach dem Ende des Ersten Weltkrieges kam der Ort zu Polen (in die Woiwodschaft Lwów, Powiat Drohobycz), wurde im Zweiten Weltkrieg nach der Sowjetischen Besetzung Ostpolens 1939 bis 1941 ein Teil der Sowjetunion, diese machte den Ort ab Januar 1940 zum Zentrum des Rajons Pidbusch/Podbusch innerhalb der Oblast Drohobytsch. Nach dem Beginn des Deutsch-Sowjetischen Krieges wurde Pidbusch ab Juni 1941 bis 1944 von Deutschland besetzt und hier in den Distrikt Galizien eingegliedert. 
Nach dem Ende des Krieges wurde der Ort wieder der Sowjetunion zugeschlagen, dort kam das Dorf zur Ukrainischen SSR, blieb bis 1959 Rajonshauptstadt und ist seit 1991 ein Teil der heutigen Ukraine. 1957 wurde Pidbusch der Status einer Siedlung städtischen Typs verliehen.

## Söhne und Töchter der Ortschaft
Bekannteste Persönlichkeit des Ortes ist der Arzt und Politiker Joseph Dietl (1804–1878), welcher im Ort geboren wurde.